# Jov (Smakouz)
Jov (světským jménem: Viktor Fedorovyč Smakouz; * 19. února 1964, Počajiv) je ukrajinský duchovní Ukrajinské pravoslavné církve Moskevského patriarchátu a arcibiskup šumský a vikář ternopilské eparchie.

## Život
Narodil se 19. února 1964 v Počajiv v rodině Počajivu.
V letech 1984–1986 sloužil v řadách Sovětské armády. Následující rok dokončil Leningradský duchovní seminář. Poté pokračoval ve studiu na Leningradské duchovní akademii, kde získal titul kandidáta bohosloví.
Dne 25. srpna 1991 byl rukopoložen na diákona a o dva dny později na jereje.
Přednášel patristiku, církevní historii, kanonické právo a řečtinu na Kyjevském duchovním semináři a akademii. Byl asistentem inspektora, sekretářem semináře a od roku 1992 sekretářem pedagogické rady. Sloužil také jako blagočinný akademického chrámu Narození přesvaté Bohorodice.
Roku 1995 byl povýšen na protojereje.
Dne 17. dubna 1997 byl v Kyjevskopečerské lávře postřižen na monacha s mnišským jménem Jov na počest svatého Joba Počajivského. Dne 13. června byl povýšen na archimandritu.
Dne 22. června 1997 byl rukopoložen na biskupa chersonského a tavrického.
Od 30. března 1999 sloužil jako biskup sumský a ochtyrský. Byl rektorem Sumského pastoračně-bohoaloveckého učiliště a hlavním redaktorem novin Pravoslavna Sumščina.
Dne 20. dubna 2005 byl ustanoven biskupem kaširským, vikářem moskevské eparchie a správcem patriarchálních farností v Kanadě.
Od 31. března 2009 do 5. března 2010 dočasně spravoval patriarchální farnosti v USA.
Dne 14. července 2018 byl osvobozen od funkce správce patriarchálních farností. Dne 25. září stejného roku se stal biskupem šumským, vikářem ternopilské eparchie a rektorem Počajivského duchovního semináře.
Dne 25. června 2019 byl povýšen na arcibiskupa.